# 新栄電機産業
株式会社新栄電機産業（しんえいでんきさんぎょう）は、1959年 - 2003年に存在した日本の家電量販チェーン。

## 概略
新栄電機産業は、1959年に創業、1965年8月に法人化した家電量販店である。東京都葛飾区亀有の本店を始め、東京の城東地区を中心に、千葉県、埼玉県にチェーン展開を行っていた。コーポレートカラーは黄色地に赤で、本店ビルは外壁が黄色くペイントされ、入口には『新栄電機産業』と赤文字で大書されていた。社名は、創業社長の新井栄一に由来している。
後述するテレビCMで関東地方にて高い知名度を誇り、1989年2月期で55億円を売り上げるまでに成長したが、1990年代に入ると個人消費の不振に加え、他社との競合の激化などから売上が低迷。店舗の閉鎖や人員削減などのリストラを進めるも、バブル期の拡大策による借入金の負担が重かったうえ、2002年2月期の売上が26億円と全盛期からほぼ半減するなど事業の好転が望めず、2003年2月13日に約16億円の負債を抱え東京地方裁判所に自己破産を申請し、営業を停止した。

## テレビCM
1970年代半ばより、主に日本テレビの昼のワイドショー枠や平日16時の再放送枠『青春アワー』または『青春アクションシリーズ』で海野かつをを起用したCMを放映。再放送枠では番組スポンサーにもなっていた。海野バージョンのCMはインパクトの強い物であった 。
CMは3パターンあり、
- 初期バージョン

海野が、折込チラシを読んで安さに驚き、「チラシだ。電話しなくちゃ」と急いで電話注文する客（アライ）と、柏店のオーディオフロアを走り回りダイハツ・ハイゼットで配達に赴く店員の、1人2役で出演
- 中期バージョン（1979年? - 1991年頃）

海野に加えて、黄色地に赤文字『S』の帽子と、同じく黄色地に『新栄電機』と朱記されたTシャツ、白のホットパンツ・ハイソックス・スニーカーで統一した14名の若手女性軍団が登場。軽快なジャズピアノに乗せて、「ファイト、ファイト、新栄」の掛け声で円陣を組んだり、「安いわよ～ん」と秋波を送ったりした後、カセットテープレコーダーから流れる「キミキミ、アライだよ」の声に海野が脱帽し、ひたすら恐縮するオチ。竹の塚店で撮影された。
- 後期バージョン（1990年代初頭）

バブル景気後期に制作されたVTR収録によるCM。海野は出演しなかった。
海野は初期バージョンのCM出演当時、病気療養から再起を目指していたが、新井社長の説得を受け入れ、結局芸能界を引退して同社に就職。竹の塚店の店長として接客に励む傍ら、中期バージョンのCMにも出演し、堀切レコードショップで歌手のキャンペーンが行われる際には司会も務めていた。
このほか、TBSラジオでも「おはようからおやすみまで、今がホットな新栄電機」というフレーズのラジオCMが放送されていた。

## 最盛期の店舗網

### 東京都
- 亀有店
- 東陽町店
- 金町店
- 綾瀬店
- 堀切店
- 堀切レコードショップ
- 向島店
- 亀戸店
- 新小岩店
- 小岩店
- 砂町店
- 葛西店
- 西新井店
- 赤羽店
- 竹の塚店

### 千葉県
- 行徳店
- 八千代台店
- 高根台店
- 常盤平店
- 松戸店
- 新松戸店
- 柏店

### 埼玉県
- 草加松原店
- 西川口店

### 補足
1. ↑  現在、「news every.」1部枠に当たる。
2. ↑  『泉麻人の僕のTV日記』執筆時点では海野バージョンは放送を継続していた[1]。
3. ↑  新井社長本人の声。
4. ↑  中期バージョンの放映開始から十余年を経た1990年代初頭では、当時の水準に比してチープな作り、女性のファッションの古くささ、フィルムの退色が見られる映像がかえって強い印象を与え、カルト的な人気を博していた。